# Ehrlichiosis
La ehrlichiosis, también llamada erliquiosis o enfermedad ehrlichial, es un grupo de enfermedades que pueden estar causada por diversas bacterias de vida intracelular, pertenecientes a los géneros Ehrlichia, Anaplasma y Neorickettsia, todos ellos de la familia Anaplasmataceae. Debido a que los tres géneros se clasificaban anteriormente dentro del género Ehrlichia, las enfermedades que provocan se llaman ehrlichiosis. La mayor parte se transmiten por picadura de garrapata, en otras sin embargo la fuente de contagio son varias especies de nematodes y trematodes.

## Enfermedades
- Ehrlichiosis canina. Es una grave enfermedad en los perros, causada por Ehrlichia canis y se transmite por picadura de garrapata.
- Fiebre sennetsu. También llamada erliquiosis humana, causada por la Neorickettsia sennetsu, es una enfermedad en humanos parecida a la mononucleosis infecciosa.
- La ehrlichiosis monocítica humana. Causada por la bacteria Ehrlichia chaffeensis.
- La ehrlichiosis granulocítica humana o anaplasmosis granulocítica humana originada por la bacteria Anaplasma phagocytophilum.
- Fiebre equina del Potomac. Afecta a caballos y está provocada por la Neorickettsia risticii.

## Tratamiento
La doxiciclina y la minociclina son los medicamentos de elección. Para las personas alérgicas a los antibióticos de la clase de las tetraciclinas , la rifampicina es una alternativa.